# 高天神兼明
高天神 兼明（たかてんじん かねあき）は、大永頃の刀工。
遠江国出身。もとの名を右衛門四郎といい、甲斐武田家に招かれ遠州高天神城下にて作刀。のちに偏諱を受けたのか、虎明と改名する。